# CAMS 55
Il CAMS 55 fu un idrovolante da ricognizione a scafo centrale, bimotore in configurazione traente-spingente e biplano, sviluppato dall'azienda aeronautica francese Chantiers Aéro-Maritimes de la Seine (CAMS) nei tardi anni venti.
Progettato dall'ingegnere francese Maurice Hurel, sviluppo dei precedenti CAMS 51 e CAMS 54GR non avviati alla produzione in serie, venne realizzato in tre diverse varianti avviate alla serie, che differivano tra loro per la diversa motorizzazione.
Adottato dalla Marine nationale, la marina militare francese, per la sua componente aerea, rimase, nelle sue varie versioni, per oltre un decennio nel Service de l'aéronautique maritime, impiegato con scarso successo durante le fasi iniziali della seconda guerra mondiale.

## Versioni
55.001
prototipo; equipaggiato con una coppia di motori V12 Hispano-Suiza 12Lbr raffreddati a liquido da 600 CV; fu realizzato un solo esemplare.
55J
prototipo; laboratorio volante per test con motorizzazione radiale Gnome-Rhône 9A Jupiter, i Bristol Jupiter realizzati su licenza in Francia, realizzato in 2 esemplari.
55H
prototipo; laboratorio volante per test con motorizzazione Hispano-Suiza 12Lbr, realizzato in 2 esemplari.
55/1
prima e più numerosa versione di produzione in serie, idroricognitore con scafo in legno equipaggiato con una coppia di Hispano-Suiza 12Lbr da 600 CV, entrata in servizio nel 1930 e realizzata in 43 esemplari.
55/2
versione idroricognitore; analoga alla 55/1 tranne per la motorizzazione affidata ad una coppia di motori radiali Gnome-Rhône 9Akx da 480 CV, entrata in servizio nel 1931 e realizzata in 29 esemplari.
55/3
prototipo; versione idroricognitore a lungo raggio caratterizzata dallo scafo metallico realizzata in un solo esemplare. Il prototipo, sviluppato su specifiche della Marine nationale, rimase distrutto nelle prime fasi di test di volo.
55/6
prototipo; versione caratterizzata da scafo e galleggianti equilibratori in lega leggera realizzata in un solo esemplare. Il prototipo, che consentiva di risparmiare 400 kg sulla massa complessiva della struttura, venne giudicato troppo costoso per essere avviato alla produzione.
55/10
versione idroricognitore; scafo ligneo ricoperto da metallo leggero equipaggiata con una coppia di motori radiali Gnome-Rhône 9Kbr da 500 CV ed armamento offensivo, 125 kg di bombe da caduta agganciate a supporti subalari, e difensivo, basato su una coppia di mitragliatrici calibro 7,5 mm, entrata in servizio nel 1934, realizzata in 28 esemplari più 4 55/10 COL destinati al servizio coloniale.
55/11
prototipo; versione idropattugliatore marittimo realizzata in un solo esemplare.
55/14
prototipo; versione con scafo interamente metallico realizzata in un solo esemplare e non avviata alla produzione in serie.

## Utilizzatori
Francia
- Service de l'aéronautique maritime

### Pubblicazioni
- (FR) Gérard Hartmann, Les hydravions CAMS (PDF), in Flying Boats of the World, http://www.msacomputer.com/FlyingBoats-old/. URL consultato l'11 maggio 2014 (archiviato dall'url originale il 5 febbraio 2018).
- C.A.M.S. 55, in Aerei da guerra, Ginevra - Novara, Edito Service S.A. - Istituto Geografico De Agostini, 1993.